# ケープカナベラル空軍基地第6発射施設
ケープカナベラル空軍基地第6発射施設（ケープカナベラルくうぐんきち だい6はっしゃしせつ、Cape Canaveral Air Force Station Launch Complex 6, LC-6）は、フロリダ州にあるケープカナベラル空軍基地の発射施設。

## 概要
レッドストーンやジュピターロケット・ミサイルの打上げに使用された。
ケープ・カナベラルの南端に位置し、第5発射施設とは近い場所にあり、ブロックハウスを共有していた。
第6発射施設は1961年にディアクティベート（不使用化）となり、ブロックハウスと61.96平方メートルのコンクリート製発射台のみがそのまま残っている。ただし2011年の時点で移動式サービス塔が復元中である。